# Carl Köhler

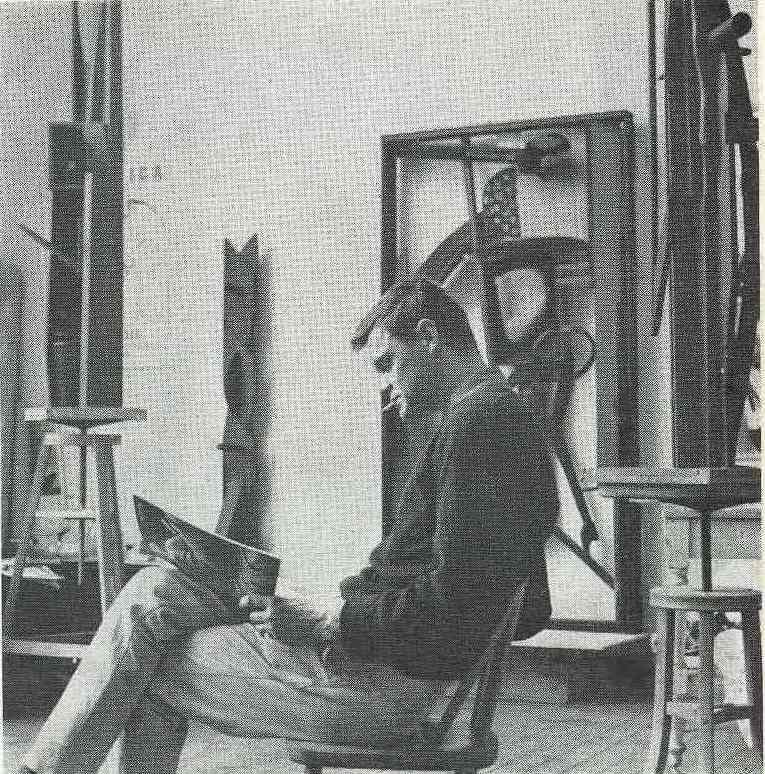
Carl Köhler i sin ateljé, 1960.

Carl Erik Köhler, född 22 oktober 1919 i Matteus församling, Stockholm, död 4 juni 2006 i Katarina församling, Stockholm, var en svensk målare, skulptör, tecknare och grafiker.
Köhler verkade i en senmodernistisk tradition och hämtade sin inspiration från bland annat litteraturens, dansens och teaterns värld. Hans intresse för litteratur och författar-karaktärer var stort och genom detta skapades unika författarporträtt. Köhler arbetade med en utomordentlig precision i teckning och form och med en ovanlig känslighet i färgen. Kroppar i rörelse på scen och människans olika uttryck, sårbarhet, skörhet, genialitet med mera var en stor inspirationskälla för Köhler.

## Ungdomsåren
Carl Köhler var son till docenten Johan Robert Köhler och Hedvig Elisabeth Äppelblom. I sin ungdom var Köhler informator åt Sven-Bertil Taube i Taubes barndomshem. Efter två års juridikstudier vid Stockholms högskola och en reservofficersutbildning sökte han sig till på våren 1945 till Berggrens målarskola för att under hösten fortsätta sina konststudier vid Kungliga Konsthögskolan. Efter att han utexaminerades 1950 fortsatte han sina studier med en termin på konstakademin i Oslo samt vid Académie de la Grande Chaumière och Académie Ranson i Paris 1952–1953. Efter de akademiska studierna fick Köhler flera stipendier bland annat det stora statliga kungliga resestipendiet 1951 och Franska Statens stipendium 1952–1953.

## 1950-talet
Köhler levde och arbetade i Spanien under ca 6 års tid på 1950-talet, där han också skrev en recension för tidningen Paletten om Antonio Gaudis utställning i Barcelona 1956. Men detta hindrade inte honom att medverka i det Svenska konstnärslivet, han medverkade i Nationalmuseums utställning Unga tecknare 1950, 1951 och 1953 och i en samlingsutställningar på Hallands museum 1952. Separat ställde han ut på Vallins konsthandel i Örebro 1954.

## 2000-talet
Köhler fick ett stipendium från Svenska konstnärernas förening (2005), ett år före sin död, med motiveringen "Kraftfullt kompromisslöst måleri i ständig utveckling".
Carl Köhlers barn Henry och Frida Köhler arbetade vidare med konsten efter hans bortgång och hittade nya utställningsplatser för att bredda intresset och få ut konsten till allmänheten. Två år efter hans död uppmärksammades han bland annat med en författar-porträttutställning på Strindbergsmuseet i Stockholm där 35 porträtt ställdes ut.
Porträtten tog sedan klivet över Atlanten och ställdes ut på de stora universiteten och biblioteken i USA, Kanada och Irland där porträtten uppmärksammades i bland annat i New York Times, Chicago Tribune, National Post.
Även Köhlers dansmålningar uppmärksammades med en utställning på Stockholms konserthus juni 2008.

## Representerad i urval
- Nationalmuseum[2], Stockholm
- Moderna museet[3], Stockholm
- Dansmuseet, Stockholm
- Statens porträttsamling, Gripsholm
- Statens saml. av svensk nutidskonst i Centralposthuset, Stockholm
- Göteborgs konstmuseum, Göteborg
- Hälsinglands museum, Voksenåsen
- Kultur - Centrum, Oslo

Samt ca 100 verk i offentlig ägo - Statens konstråd, landsting, kommuner

## Porträtt i urval
- Lars Gustafsson, Statens porträttsamling, Gripsholm
- Eyvind Johnson, Statens samling av svensk nutidskonst
- Samuel Beckett, Centralposthuset, Stockholm
- James Joyce, Centralposthuset, Stockholm
- Victor Jara, Stockholms kommun
- Bela Bartok, Stockholms kommun
- Antonin Artaud, Göteborgs konstmuseum
- Mahatma Gandhi, Göteborgs konstmuseum
- Ernest Hemingway, SK Göteborg
- Gunnar Ekelöf, Sigtunastiftelsen
- Edith Södergran, Eskilstuna kommun
- Edith Södergran, Voksenåsen kultur C, Oslo
- Tove Jansson, Hälsingelands museum
- Lars Forssell, Lidköpings kommun, Vänermuseet
- W.A. Mozart, Landstinget Linköping
- W.A. Mozart, Vänersborgs kommun
- Anna Achmatova, SK Umeå
- Karen Blixen, Landstinget Jönköping
- Rosa Luxemburg, Karlskoga kommun
- Lars Ahlin, Götene kommun
- Henry Miller, Mariestads kommun
- Marguerite Duras, Sveriges allm. KF
- Gunnar Ekelöf, Kultur C för Sverige och Finland
- Tove Jansson, Hanaholmen, Helsingfors
- Marilyn Monroe, SK Malmö13